# Accipiter bicolor
El azor bicolor o gavilán bicolor (Accipiter bicolor) es una especie de ave accipitriforme de la familia Accipitridae ampliamente extendido por la Región Neotropical, encontrándose desde el sur de México hasta Panamá y por toda Sudamérica, a excepción del desierto costero peruano y Chile.

## Subespecies
Se conocen cuatro subespecies de Accipiter bicolor :
- Accipiter bicolor fidens - tierras bajas del sur de México (Oaxaca, Veracruz y península del Yucatán).
- Accipiter bicolor bicolor - del sudeste de México (Pen. Yucatán) a las Guayanas, Brasil y noroeste de Perú.
- Accipiter bicolor pileatus - de Brasil al sur del Río Amazonas al noreste de Argentina.
- Accipiter bicolor guttifer - de Bolivia a Paraguay, sudoeste de Brasil (Mato Grosso) y norte de  Argentina.